# Raciînți, Dunaiivți
Raciînți (în ucraineană Рачинці) este o comună în raionul Dunaiivți, regiunea Hmelnîțkîi, Ucraina, formată numai din satul de reședință.

## Demografie
Componența lingvistică a comunei Raciînți
     Ucraineană (98,45%)
     Rusă (1,55%)
Conform recensământului din 2001, majoritatea populației comunei Raciînți era vorbitoare de ucraineană (98,45%), existând în minoritate și vorbitori de rusă (1,55%).